# せんたろ
せんたろ（本名：柴田 泉、1973年4月9日 -  ）は、すたじお実験室所属のゲームクリエイター。東京都出身。ディレクター、プログラム、絵画、DTP、脚本、楽曲などを担当する。

## 来歴
サウンドドライバーFMPの出身者であり主な実績は楽曲。すたじお実験室入社後はディレクターが多くなったが、『唇濡の吐息』『バイアス』『ジャムアンリミット』は脚本、インストーラープログラム等を担当していた。
2002年、2004年にはゲームミュージックのクラブイベントを主催。その後はインターネットラジオにも参加している。またKORG DS-10を使用したユニットSpin→Outをヨナオケイシ、梅本竜と組み、最速でCDをリリースして話題を集めた。

## 参加作品
- ありす in Cyberland
- Be Happy!
- モティーフ セピア色の素描
- 迷宮無頼漢
- ぷりんせすでんじゃあ√2ぽちのドキドキ大作戦
- ぷちとまと
- 月花美人
- 調教パニックドールズ Windows版
- マーズ★ボール
- 漂泊者の子守歌
- 女神の破瓜
- 瞳裸
- 続月花美人
- 穢れなき君を
- 楽園迷宮PET
- 黒瞳皇〜瞳裸II
- 唇濡の吐息
- 真月花美人〜ひとりしづか
- 堕ちゆく聖女
- 瞳裸III〜傀儡哀
- 月花美人1・2DVDPACK
- 黒雪姫
- 旅館白鷺
- メイドハンター零一〜のらメイド〜
- ジャムアンリミット
- 犠淫母娘セレブ
- 犠淫母娘
- バイアス(biAs+)
- ひよこのキモチ
- 黒髪少女隊
- 漂泊者の子守歌・メガストア収録版
- ついつい〜ツインテールツインズ
- アーツオブブラック
- 黒髪少女隊りばーす
- エッチしよっ!
- ブリードブラッド
- まじよめ
- 黒髪少女隊えくすて!
- 今日のおかず